# Виштак, Степанида Демидовна
Степанида Демидовна Виштак (иногда употреблялось — Выштак, укр. Степанида Демидівна Виштак; 1918—1994) — мастер высоких урожаев зерновых культур и сахарной свёклы, звеньевая колхоза «Радянська Украïна» Васильковского района Киевской области УССР, дважды Герой Социалистического Труда (1949, 1952).

## Биография
Родилась 17 октября 1918 года в селе Лосятин ныне Васильковского района Киевской области.
С 1933 колхозница, с 1937 звеньевая колхоза имени Котовского (имени Молотова) в своём селе. В 1942-1945 угнана в Германию.
С 1945 снова звеньевая колхоза имени Молотова (с 1957 — «Радянська Україна») села Лосятин Гребинковского (Васильковского) района Киевской области.
В 1950 году Степанидой Виштак получен рекордный урожай сахарной свёклы — 683 ц с 1 га (на площади 3,5 га). За период 1965—1967 звено Виштак получало по 370—460 ц сахарной свёклы с гектара.
Член КПСС с 1950 года. Делегат XX—XXV съездов КПСС. Член ЦК КП Украины с 1966 года. Депутат Верховного Совета СССР 4—8-го созывов.

## Награды
- дважды Герой Социалистического Труда:
  - 11.04.1949 — за высокие урожаи пшеницы,
  - 07.08.1952 — за успехи в развитии сельского хозяйства.
- 6 орденов Ленина (в том числе 11.04.1949, 3.07.1950, 20.06.1951, 13.07.1954)
- орден Октябрьской Революции
- орден Трудовой Славы 3-й степени
- медали
- Государственная премия СССР (1978)

## Память
В 2008 году отмечалось 90-летие со дня рождения Степаниды Виштак.
Ей были посвящены стихи Павло Тычины — «Песня о Степаниде Виштак».
Бюст Степаниде Виштак, установленный на её родине, выполнил украинский скульптор Иван Макогон.
Сюжеты о С. Д. Виштак были сняты во многих документальных фильмах того времени.